# Preuilly, Cher

Preuilly este o comună în departamentul Cher, Franța. În 1 ianuarie 2022 avea o populație de 473 de locuitori.